# DFS Classic 2005
DFS Classic 2005 — жіночий тенісний турнір, що проходив на кортах з трав'яним покриттям Edgbaston Priory Club у Бірмінгемі (Велика Британія). Належав до турнірів 3-ї категорії в рамках Туру WTA 2005. Тривав з 6 до 12 червня 2005 року. Перша сіяна Марія Шарапова здобула титул в одиночному розряді.

## Фінальна частина

### Одиночний розряд
Марія Шарапова —  Єлена Янкович 6–2, 4–6, 6–1
- Для Шарапової це був 3-й титул за сезон і 13-й — за кар'єру.

### Парний розряд
Даніела Гантухова /  Ай Суґіяма —  Елені Даніліду /  Дженніфер Расселл 6–2, 6–3
- Для Гантухової це був 1-й титул за рік і 7-й — за кар'єру. Для Суґіями це був єдиний титул за сезон і 37-й — за кар'єру.